# Fujiwara no Yasunori
Fujiwara no Yasunori est un nom japonais traditionnel ; le nom de famille (ou le nom d'école), Fujiwara, précède donc le prénom (ou le nom d'artiste).
Fujiwara no Yasunori (藤原 保則), (825 – 23 mai 895) est un noble de cour japonais kugyō et un administrateur du début de l'époque de Heian. Son père est Fujiwara no Sadao de la branche sud du clan Fujiwara. Son premier fils, Fujiwara no Kiyotsura (藤原 清貫), est nommé dainagon (conseiller).

## Carrière
En 855, Yasunori est nommé (quatrième assistant du ministre) au Ministère des Cérémonies (Jibu-shō-shō). Il occupe les postes de « Minbu-shō-shō » (民部少丞), « Hyōbu-shō-shō » (officier d'état secondaire) et de « Shikibu-shō-shō ». En 860, il est nommé « Hyōbu no dai-jō » (兵部大丞).
En 866, Yasunori est nommé « kokushi » de la province de Bitchū. À cette époque, cette province est confrontée à une pénurie d'eau et à une mauvaise gestion du gouvernement. Yasunori secourt les pauvres et améliore le gouvernement par une politique d'aide à l'agriculture. Après cela, il se rend dans la province de Bizen où il jouit d'une grande popularité due à sa compétence en matière de gouvernement.
En 876, Yasunori retourne à Kyoto où il est nommé Emon-no-Suke (la garde de Kyoto), Kebiishi (検非違使, maintien de la paix et administration civile de  Kyoto) et enfin Minbu-Daiyū (secrétaire assistant au ministère de la taxation).
En 878, Yasunori est nommé Kokushi de la province de Dewa. À cette époque, les Emishi se rebellent dans la province de Dewa et défont complètement les armées du gouvernement. Yasunori est nommé gouverneur  provincial parce que sa gouvernance le fait respecter. Après être arrivé à son nouveau poste à  Dewa, Yasunori déploie des soldats et fait distribuer aux gens les réserves de riz du gouvernement.  Quand ils entendent parler du bon gouvernement de Yasunori, les Emishi cèdent sans résistance. La Cour impériale ordonne à Yasunori de réprimer complètement la rébellion mais il conseille à la Cour de n'en rien faire, une politique généreuse étant bonne pour la province de Dewa. Cette rébellion connue sous le nom de « rébellion Gangyō » se termine sans qu'il soit fait usage de la force.
Yasunori est nommé « Kokushi » de la  province de Sanuki en 882 et « dazai-no-Daini » (secrétaire assistant de la province de Dazaifu). Parce que l'empereur Uda veut évaluer ses capacités, Yasunori retourne à Kyoto et est promu au « Minbu-kyō » (民部卿, secrétaire au ministère de la taxation) en 891. À l'âge de soixante-dix ans, il sent que sa fin est proche. Il se rend à la montagne Hieiy et meurt en chantant une prière à Bouddha.

## Évaluation des historiens
L'historien de l'époque de Heian Miyoshi Kiyotsura, a écrit une biographie de Yasunori. À la fin de l'époque d'Edo, Saitō Chikudō estime que Yasunori est l'égal de Nakatomi no kamatari en politique, l'égal de  Miyoshi Kiyotsura du point de vue intellectuel et une personne d'un calibre comparable à Sugawara no Michizane. Malheureusement Yasunori ne rencontre pas l'empereur qui peut faire de lui un homme d'État dans le gouvernement central, mais ne peut montrer ses talents que dans la vie politique locale.

## Source de la traduction
- (en) Cet article est partiellement ou en totalité issu de l’article de Wikipédia en anglais intitulé « Fujiwara no Yasunori » (voir la liste des auteurs).